# Armoiries du Zimbabwe
Les armoiries du Zimbabwe furent approuvées le 21 septembre 1981, un an et cinq mois après le drapeau national.
Le blason du Zimbabwe est composé d'un champ de sinople surmonté d'une frange de quinze ondes d'argent et d'azur situées dans la partie supérieure.
Dans le champ de sinople, une représentation de l'antique Monument national du Grand Zimbabwe.
Le tout est surmonté d'un Oiseau Zimbabwe d'or. Celui-ci est situé devant une étoile rouge à cinq branches.
Le blason est soutenu par deux tenants, avec une forme de koudous, devant une Houe et un fusil automatique AK-47. 
Dans la partie inférieure, on peut voir sur un morceau de sol, plusieurs épis de blé, de coton et de maïs. Sur une ceinture d'argent, on peut lire la devise nationale : Unity, Freedom, Work (”Unité, Liberté, Travail”)

## Significations
- La couleur verte (champ de sinople): symbolise la fertilité du sol du Zimbabwe.
- Le Monument national du Grand Zimbabwe : est le patrimoine historique de la nation.
- Les ondes d'azur et d'argent: représentent l'eau disponible au Zimbabwe.
- L'étoile rouge: représente l'espoir du futur et le rouge rappelle la souffrance à éviter que les Zimbabweens ont subi dans le passé.
- L'Oiseau Zimbabwe: Est un des symboles nationaux du Zimbabwe, qui est montré également dans le drapeau national.
- Les koudous: représentent l'unité et les différentes ethnies du Zimbabwe.
- La hou et le fusil: sont les deux symboles qui célèbrent la transition de la guerre à la paix et la démocratie.
- Le morceau de sol avec le coton, le blé et le maïs: représente l'importance de toujours subvenir aux besoins des Zimbabweens.
- La devise nationale: rappelle la nécessité de sauvegarder l'unité nationale et la liberté.

## Historique

Blason de l'Empire du Grand Zimbabwe (1569-1760)
Armoiries de la Rhodésie (1924-1981)
Armoiries actuelles (depuis 1981)